# 1887 a sportban
1887 legfontosabb sporteseményei a következők voltak:

## Amerikai futball
- Országos egyetemi bajnok: Yale Bulldogs

## Evezés
- március 26. – A 44. Oxford–Cambridge evezősversenyt a Cambridge-i Egyetem csapata nyeri.

## Jégkorong
- február 25. – A Montréal Hockey Club 1–0-re legyőzte a Montréal Victoriast a Montréal Winter Carnival jégkorongtornán
- március 11. – A Montréal Crystals 3–2-re legyőzte a Montréal Victoriast az 1887-es AHAC-szezon végén

## Labdarúgás
| Kiírás              | Győztes        | Ezüstérmes              |
| ------------------- | -------------- | ----------------------- |
| Angol labdarúgókupa | Aston Villa FC | West Bromwich Albion FC |
| Skót labdarúgókupa  | Hibernian FC   | Dumbarton FC            |

## Ökölvívás
- Nehézsúlyú világbajnok: John L. Sullivan,
- Középsúlyú világbajnok: Jack Nonpareil Dempsey,
- Könnyűsúlyú világbajnok: Jack McAuliffe

## Tenisz
- Wimbledoni teniszverseny
  - férfi egyesben Herbert Lawford (GBR) győzött Ernest Renshaw (GBR) ellen 1–6 6–3 3–6 6–4 6–4-re.
  - női egyesben Lottie Dod (GBR) győzött Blanche Bingley (GBR) ellen 6–2 6–0-ra.

- US Open teniszverseny
  - férfi egyesben Richard D. Sears (USA) győzött Henry Slocum (USA) ellen 6–1 6–3 6–2-re.
  - női egyesben Ellen Hansell (USA) győzött Laura Knight (USA) ellen 6–1 6–0-ra.

## Születések
| Születés       | Név                        | Nemzetiség, sportág, eredmények                                                                        | Halálozás |
| -------------- | -------------------------- | --- | --------- |
| ?              | Henry Brown                | / olimpiai ezüstérmes brit-ír gyeplabdázó                                                              | 1961      |
| ?              | Rodolphe Cuendet           | vvájci válogatott jégkorongozó, olimpikon                                                              | 1954      |
| ?              | Vitaliano Masotti          | olimpiai bronzérmes olasz tornász                                                                      | ?         |
| ?              | Quintilio Mazzoncini       | olimpiai bronzérmes olasz tornász                                                                      | ?         |
| január 2.      | Knud Holm                  | olimpiai ezüstérmes dán tornász                                                                        | 1972      |
| január 20.     | Finn Münster               | olimpiai bajnok norvég tornász                                                                         | 1965      |
| január 22.     | Niels Turin-Nielsen        | olimpiai bajnok dán tornász                                                                            | 1964      |
| január 28.     | Jack Coffey                | amerikai baseballjátékos és edző                                                                       | 1966      |
| február 6.     | William Henry Dean         | olimpiai bajnok brit vizilabdázó                                                                       | 1949      |
| február 11.    | Ray Collins                | World Series bajnok amerikai baseballjátékos                                                           | 1970      |
| február 15.    | Sigurd Jørgensen           | olimpiai bajnok norvég tornász                                                                         | 1929      |
| február 19.    | Katie Gillou               | francia teniszezőnő, Roland Garros-győztes, olimpikon                                                  | 1964      |
| február 26.    | Grover Cleveland Alexander | World Series bajnok amerikai baseballjátékos, National Baseball Hall of Fame and Museum tag            | 1950      |
| március 1.     | Eddie Hearne               | amerikai autóversenyző                                                                                 | 1955      |
| március 12.    | Karl-Johan Svensson        | olimpiai bajnok svéd tornász                                                                           | 1964      |
| március 26.    | Yngvar Fredriksen          | olimpiai bajnok norvég tornász                                                                         | 1957      |
| március 31.    | Chick Brandom              | World Series bajnok amerikai baseballjátékos                                                           | 1958      |
| március 31.    | Umberto Zanolini           | olimpiai bajnok olasz tornász                                                                          | 1973      |
| április 4.     | Henrik Rasmussen           | dán tornász, olimpikon                                                                                 | 1969      |
| április 5.     | William Cowhig             | olimpiai bronzérmes brit tornász                                                                       | 1964      |
| április 10.    | Alf Lie                    | olimpiai bajnok norvég tornász                                                                         | 1969      |
| április 12.    | Sam Agnew                  | World Series bajnok amerikai baseballjátékos                                                           | 1951      |
| április 26.    | Jack Barry                 | World Series bajnok amerikai baseballjátékos, menedzser                                                | 1961      |
| április 27.    | Yngve Stiernspetz          | olimpiai bajnok svéd tornász                                                                           | 1945      |
| május 2.       | Eddie Collins              | World Series bajnok amerikai baseballjátékos, menedzser, National Baseball Hall of Fame and Museum tag | 1951      |
| május 13.      | Jorge de Paiva             | olimpiai bronzérmes portugál párbajtőrvívó                                                             | 1937      |
| május 14.      | Matti Markkanen            | olimpiai bronzérmes finn tornász                                                                       | 1942      |
| május 14.      | Petter Martinsen           | olimpiai bajnok norvég tornász                                                                         | 1972      |
| május 30.      | Einar Sahlstein            | olimpiai bronzérmes finn tornász                                                                       | 1936      |
| június 23.     | Oscar Olstad               | olimpiai bronzérmes norvég tornász                                                                     | 1977      |
| június 25.     | Aksel Hansen               | olimpiai bronzérmes norvég tornász                                                                     | 1980      |
| július 3.      | Carl Klæth                 | olimpiai ezüstérmes norvég tornász                                                                     | 1966      |
| július 10.     | Arvi Pohjanpää             | olimpiai bronzérmes finn tornász                                                                       | 1959      |
| július 28.     | Martin Thau                | olimpiai ezüstérmes dán tornász                                                                        | 1979      |
| július 31.     | Giuseppe Domenichelli      | olimpiai bajnok olasz tornász                                                                          | 1955      |
| augusztus 13.  | David Bruce-Brown          | amerikai autóversenyző                                                                                 | 1912      |
| augusztus 24.  | Harry Hooper               | World Series bajnok amerikai baseballjátékos, National Baseball Hall of Fame and Museum tag            | 1974      |
| augusztus 25.  | Dick Rudolph               | World Series bajnok amerikai baseballjátékos                                                           | 1949      |
| augusztus 27.  | Adolfo Tunesi              | olimpiai bajnok olasz tornász                                                                          | 1964      |
| augusztus 29.  | Charles Bugbee             | olimpiai bajnok brit vizilabdázó, rendőr                                                               | 1959      |
| szeptember 4.  | Tilly Walker               | World Series bajnok amerikai baseballjátékos                                                           | 1959      |
| szeptember 9.  | Doc Johnston               | World Series bajnok amerikai baseballjátékos                                                           | 1961      |
| szeptember 10. | Gustaf Rosenquist          | olimpiai bajnok svéd tornász                                                                           | 1961      |
| szeptember 23. | Doc Martin                 | World Series bajnok amerikai baseballjátékos                                                           | 1935      |
| szeptember 26. | Mezei Frigyes              | olimpiai bronzérmes magyar atléta                                                                      | 1938      |
| szeptember 28. | Torsten Sandelin           | olimpiai bronzérmes finn tornász, vitorlázó                                                            | 1950      |
| október 1.     | Anders Moen                | olimpiai ezüstérmes norvég tornász                                                                     | 1966      |
| október 4.     | Ray Fisher                 | World Series bajnok amerikai baseballjátékos                                                           | 1982      |
| október 4.     | Otto Granström             | olimpiai bronzérmes finn tornász                                                                       | 1945      |
| október 10.    | Bill Killefer              | amerikai baseballjátékos                                                                               | 1960      |
| október 24.    | Octave Lapize              | Tour de France-győztes francia országúti-kerékpáros                                                    | 1917      |
| október 25.    | Léon Darrien               | olimpiai bronzérmes belga tornász                                                                      | 1973      |
| november 1.    | Leonard Hanson             | olimpiai bronzérmes brit tornász                                                                       | 1949      |
| november 5.    | Hans Pedersen              | olimpiai ezüstérmes dán tornász                                                                        | 1943      |
| november 6.    | Walter Johnson             | World Series bajnok amerikai baseballjátékos, National Baseball Hall of Fame and Museum tag            | 1946      |
| november 27.   | Ferdinand Minnaert         | olimpiai ezüstérmes belga tornász                                                                      | 1975      |
| december 3.    | Guido Romano               | olimpiai bajnok olasz tornász                                                                          | 1916      |
| december 7.    | Herczeg István             | olimpiai ezüstérmes magyar tornász                                                                     | 1949      |
| december 30.   | Stig Rønne                 | olimpiai bajnok dán tornász                                                                            | 1951      |

## Halálozások
| Halálozás  | Név          | Nemzetiség, sportág, eredmények | Születés |
| ---------- | ------------ | ------------------------------- | -------- |
| január 25. | Bill Allison | amerikai baseballjátékos        | 1850     |